# Joyce Lussu
Gioconda Beatrice Salvadori Paleotti, più nota come Joyce Lussu (Firenze, 8 maggio 1912 – Roma, 4 novembre 1998), è stata una partigiana, scrittrice, traduttrice e poetessa italiana, medaglia d'argento al valor militare, capitano nelle brigate Giustizia e Libertà, sorella dello storico e antifascista Max Salvadori e moglie in seconde nozze del politico e scrittore Emilio Lussu, col quale ha avuto un unico figlio, Giovanni.

## Biografia

### La famiglia di origine, gli studi e i soggiorni all'estero
Nacque come Gioconda Beatrice Salvadori Paleotti a Firenze, l'8 maggio 1912, dal conte Guglielmo Salvadori Paleotti detto Willie e da Giacinta Galletti de Cadilhac detta Cynthia. Il padre era figlio del conte Giorgio Salvadori Paleotti di Fermo e di sua cugina Adele Emiliani. La madre Giacinta Galletti era figlia del colonnello garibaldino romano Arthur Galletti de Cadilhac (1843 - 1912) e della scrittrice Margaret Collier (1846 - 1929), una nobile inglese. Giacinta era quindi nipote per parte di padre del generale garibaldino romano Bartolomeo (Meo) Galletti (1812 - 1887), fra i difensori della Repubblica romana del 1849. Suo zio era l'ingegnere Roberto Clemens Galletti de Cadilhac (1879 - 1932) pioniere della telegrafia senza fili.
Il padre di Joyce, un liberale in ottimi rapporti con il mondo intellettuale e politico anglosassone, nel 1906 si era trasferito da Porto San Giorgio a Firenze per insegnare presso l'Istituto di Studi Superiori. Nel 1921 s'era candidato senza successo per le elezioni politiche.
Il 24 maggio 1923 Max, il fratello di Joyce, studente di quinta ginnasiale, subì una prima aggressione da condiscepoli fascisti. L'anno successivo, il 1º aprile 1924 il padre Guglielmo, a causa delle sue collaborazioni con i periodici inglesi New Statesman e The Westminster Gazette, sui quali apparvero suoi articoli molto critici verso il regime, fu attaccato davanti alla sede del fascio da una trentina di squadristi; il figlio, accorso in sua difesa, rimase ferito.
A seguito di quest'episodio Guglielmo Salvadori, nel marzo del 1925, decise di trasferirsi con la famiglia in Svizzera, a Begnins, a 30 km di distanza da Losanna, dove rimase fino al settembre 1934. Joyce visse gli anni dell'adolescenza frequentando collegi e ambienti cosmopoliti.
Perfetta bilingue, a seguito dell'insegnamento della lingua inglese impartitole sin dall'infanzia dai genitori, anch'essi bilingui, durante la permanenza in Svizzera perfezionò anche la conoscenza del francese e del tedesco.
Come i fratelli Max e Gladys ottenne la licenza liceale classica con esami da privatista nelle Marche, tra Macerata e Fermo.
Trasferitasi in Germania a Heidelberg per seguire le lezioni del filosofo Karl Jaspers, vide nascere i prodromi del nazismo. Si trasferì quindi in Francia e in Portogallo, e si laureò in Lettere alla Sorbona di Parigi e in Filologia a Lisbona.

### Il primo matrimonio
Nel maggio 1934 sposò Aldo Belluigi, un giovane ricco possidente fascista di Tolentino, e con lui, nell'agosto successivo, si recò in Kenya per raggiungere il fratello Max, il quale vi si era trasferito pochi mesi prima con sua moglie, l'inglese Joyce Pawle. Il matrimonio con Belluigi durò un paio di anni. Nell'ottobre del 1936 Joyce si trasferì nel vicino territorio del Tanganica, mentre Belluigi, dopo aver perduto tutto il suo patrimonio nell'impresa agricola in comproprietà con Massimo Salvadori Paleotti, fece ritorno a Tolentino. Tra il 1934 e il 1938 Joyce viaggiò e soggiornò in diverse zone dell'Africa, dove conobbe la realtà del colonialismo, tema da allora affrontato in diverse sue opere.
I suoi primi testi poetici significativi si possono collocare in questo periodo: curatore della sua raccolta Liriche sarà Benedetto Croce, il quale apprezzava la carica vitale della giovanissima scrittrice. In una sua recensione su La Critica (fasc. 2º, 1939), Croce evidenzierà la forza dei suoi paesaggi e delle scene che "si sono fatte interne, si sono fuse con la sua anima".

### L'impegno politico e il matrimonio con Lussu
Nel 1933 Joyce ricevette dal fratello Max, allora militante del movimento Giustizia e Libertà confinato nell'isola di Ponza, l'incarico di consegnare un messaggio a Emilio Lussu – mister Mill per gli organizzatori della resistenza in esilio –, uno dei fondatori del movimento stesso. L'incontro avvenne a Ginevra, dove Lussu era ospite di un amico. Sebbene le loro vite si separassero subito dopo, l'incontro fu tutt'altro che fugace: tornata dall'Africa nel 1938 Joyce cercò Lussu, ritrovandolo di nuovo in Svizzera. Da allora condivisero la vita in clandestinità, la battaglia politica prima e durante la Resistenza, la nascita di un figlio e il resto della esistenza di Emilio, morto nel 1975. Per la sua militanza nella Resistenza Joyce ricevette il grado di capitano, decorata nel dopoguerra con la medaglia d'argento al valor militare. In Fronti e Frontiere del 1946 lei stessa racconterà, in forma autobiografica, le avventurose esperienze di quel periodo.
A liberazione avvenuta visse in prima persona l'abbrivio della Repubblica Italiana all'interno del Partito d'Azione, fino al suo scioglimento nel 1947. Promotrice dell'Unione Donne Italiane, militò per qualche tempo nel Partito Socialista Italiano; nel 1948 fece parte della direzione nazionale del partito, per poi abbandonarlo.

### Le lotte contro l'imperialismo e il colonialismo
Dal 1958 al 1960, continuando a battersi nel segno del rinnovamento dei valori libertari dell'antifascismo, spostò il suo impegno verso le lotte contro l'imperialismo.
Tradusse opere di poeti viventi, spesso provenienti dalla cultura orale: albanesi, curdi, vietnamiti, dell'Angola, del Mozambico, afroamericani, eschimesi, aborigeni australiani. Di tutto ciò è eccellente esempio la sua traduzione delle poesie del turco Nazım Hikmet, a tutt'oggi tra le più lette in Italia.
Fu per lei naturale partecipare attivamente alle mobilitazioni in favore di perseguitati politici, quali l'angolano Agostinho Neto e Hikmet, appunto. Proprio attraverso quest'ultimo Lussu verrà a conoscenza del problema curdo, "un popolo costretto a vivere da straniero nel suo territorio", come scriverà in Portrait (Ancona, 1988, Transeuropa). E in un viaggio epico, dopo aver ottenuto dal presidente iracheno, il generale Arif, un lasciapassare, raggiunse il Kurdistan e conobbe il popolo che lo abitava, così come i resistenti contro il regime Baath: Jalal Talabani (futuro Presidente dell'Iraq negli anni 2000) con i famosi guerrieri peshmerga, e il mullā rosso Mustafa Barzani.
Dall'esperienza terzomondista (con Mario Albano aveva fondato, nel 1966, l'ARMAL, Associazione per i rapporti con i movimenti africani di liberazione) derivò, a partire dagli anni settanta, il suo impegno per la riscoperta e la valorizzazione dell'"altra storia", vale a dire quella delle tradizioni locali messe in crisi dalla industrializzazione.

Dedicherà una parte fondamentale della sua attività al rapporto con i giovani; per questa ragione occupò parte notevole del suo tempo nelle scuole di ogni ordine e grado.

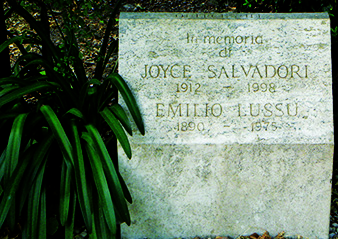
Roma, Cimitero acattolico di Testaccio. Cippo funerario.

Morì a Roma il 4 novembre 1998, all'età di 86 anni. Un cippo funerario la ricorda, insieme a Emilio Lussu, all'ingresso del cimitero acattolico di Roma, nel quartiere Testaccio.

## Opere
Joyce Lussu ha scritto 30 opere in totale.
- Liriche, Ricciardi 1939.
- C'è un paio di scarpette rosse, Poesia 1944 circa.
- Fronti e frontiere, U 1944; Bari, Laterza, 1967; Theoria 2000.
- Tradurre poesia, Milano, Mondadori, 1967; Robin, 1999.
- Le inglesi in Italia, Lerici 1970; Ancona, Il lavoro, 1999.
- Storia del Fermano, con G. Azzurro e G. Colasanti, I, Padova 1971.
- Padre Padrone Padreterno, Mazzotta, 1976.
- L'uomo che voleva nascere donna, Mazzotta, 1978.
- Sherlock Holmes Anarchici e Siluri, Ancora, Il Lavoro Editoriale, 1982 e 1986; Robin, 2000.
- L'olivastro e l'innesto, Cagliari, Della Torre, 1982.
- Il Libro Perogno, Ancona, Il lavoro, 1982.
- Storie, Ancona, Il lavoro, 1987.
- Portrait, L'Asino d'oro edizioni, 2012 [Transeuropa 1988].
- Le comunanze picene, Fermo, Livi, 1989.
- L'idea delle Marche, Ancona, Il lavoro, 1989.
- Il Libro delle Streghe, Transeuropa 1990.
- Alba Rossa Un libro di Joyce ed Emilio Lussu, Transeuropa 1991.
- L'Uovo di Sarnano, Fermo, Livi, 1992.
- Lo smerillone, Fermo, Livi, 1993.
- Itria e le lontre, Fermo, Livi, 1993.
- Sguardi sul domani, Fermo, Livi, 1996.
- L'acqua del 2000, Mazzotta, 1997.
- Il turco in Italia, L'Asino d'oro edizioni, 2013 [Transeuropa 1998].
- Sulla civetteria (con Luana Trapè), Voland 1998.
- Inventario delle cose certe, Fermo, Livi, 1998.
- Padre, Padrone, Padreterno. Breve storia di schiave e matrone, villane e castellane, streghe e mercantesse, proletarie e padrone, a cura di Chiara Cretella, Gwynplaine 2009.
- Il libro delle streghe. Dodici storie di donne straordinarie, maghe, streghe e sibille, a cura di Chiara Cretella, Gwynplaine 2011.
- L'uomo che voleva nascere donna. Diario femminista a proposito della guerra, a cura di Chiara Cretella, Gwynplaine 2012.
- Un'eretica del nostro tempo. Interventi di Joyce Lussu ai Meeting anticlericali di Fano (1991-1995), a cura di Luigi Balsamini, Gwynplaine 2012.
- L'acqua del 2000. Su come la donna, e anche l'uomo, abbiano tentato di sopravvivere e intendono continuare a vivere, a cura di Chiara Cretella, Gwynplaine, 2014.
- Elogio dell'Utopia, (con Luana Trapè), Livi, 2016

## Intitolazioni

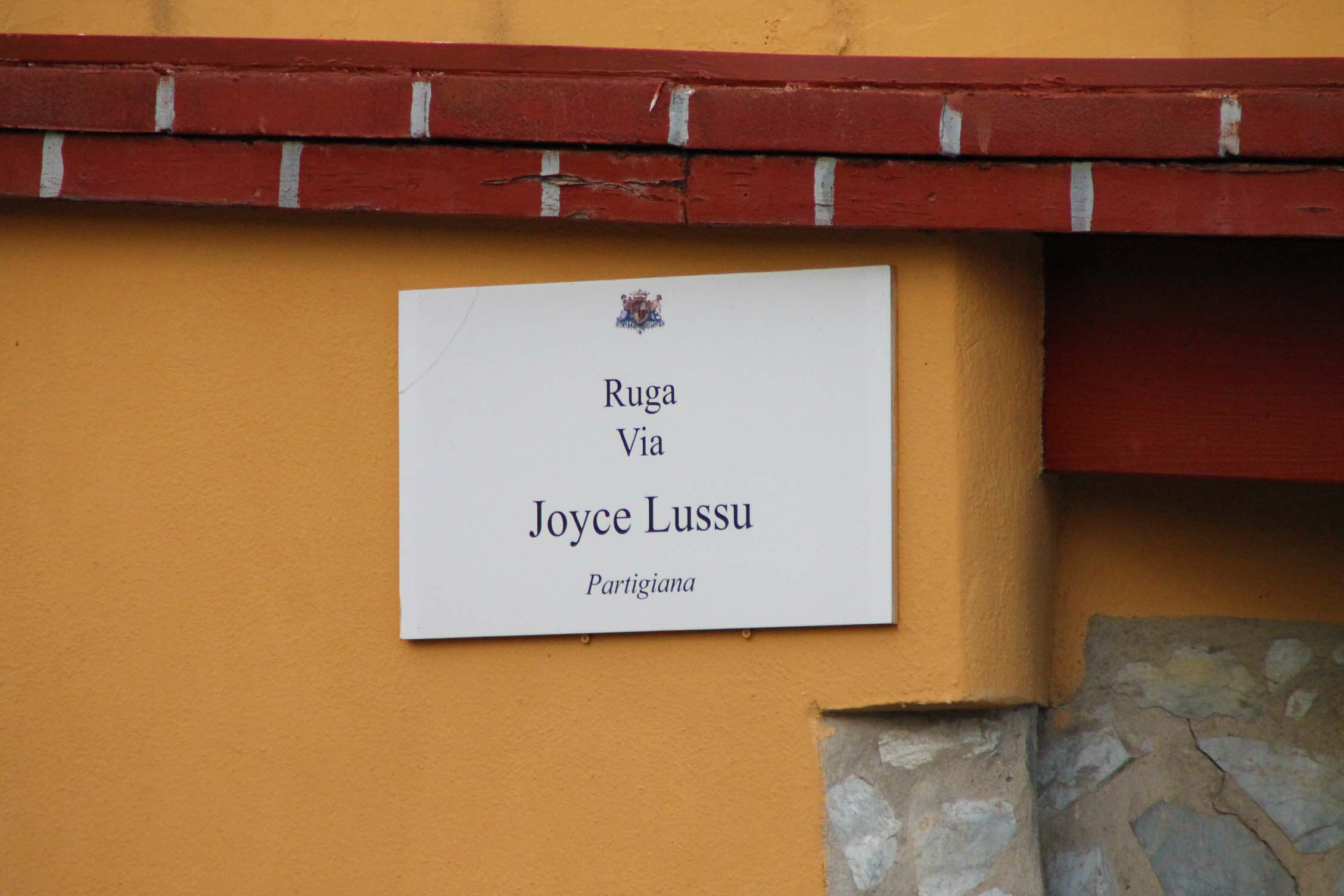
Cagliari, via Joyce Lussu.

In Sardegna, le città di Cagliari, Olbia, Olmedo, Muros e Iglesias le hanno intitolato aree vie. Armungia ha intitolato a Emilio e Joyce Lussu un museo, in cui sono documentate le loro vite, ma sulla targa esterna non compare il nome di Joyce. Un sistema bibliotecario a nome Joyce Lussu, è stato costituito dai comuni di Barrali, Dolianova, Donori, Gesico, Guamaggiore, Guasila, Monastir, Nuraminis, Pimentel, Samassi, Samatzai, Selegas, Senorbì, Serdiana, Serrenti, Settimo San Pietro, Siurgus Donigala, Soleminis, Ussana. Porta il suo nome, associato a quello del marito Emilio, anche la biblioteca civica di Tortolì.
È intitolata a Joyce Lussu anche l'emeroteca della Biblioteca delle Oblate a Firenze e la biblioteca di Maiolati Spontini (Ancona). A Roma è stata dedicata a Joyce Lussu la 42^ biblioteca di pubblica lettura, inaugurata il 17 ottobre 2023 nel Municipio Roma VIII, Quartiere X Ostiense. 
Nelle Marche, al suo nome, dal 2006, è stato intitolato il Premio annuale di narrativa "Città di Offida - Joyce Lussu". Una via a nome Joyce Lussu è presente ad Ancona e Fermo, mentre Roma le ha dedicato una strada all'interno del parco di Villa Torlonia. Sempre a Roma, nel 2023 è stata intitolata a Joyce Lussu la nuova biblioteca dell’Istituzione Biblioteche Centri culturali di Roma Capitale e a seguito di un'iniziativa popolare, è stata apposta una targa con dedica alla scrittrice nel giardino ufficialmente denominato Caio Cestio (Testaccio).